# НХЛ в сезоне 1971/1972

## События
- 2 июня 1971 года. Новым старшим тренером «Филадельфии Флайерс» стал Фрэд Шеро, заменивший Вика Сатсюка.
- 4 ноября 1971 года. «Лос-Анджелес Кингз» обменяли Дэйла Хогансона, Денниса ДеДжорди, Ноела Прайса и Дуга Робинсона в «Монреаль» на голкипера Роджи Вашона.
- 10 февраля 1972 года. Забросив три шайбы в матче против «Чикаго Блэкхокс» (7:1), Ги Лефлёр из «Монреаля» стал первым новичком в истории лиги сделавшим три «хет-трика» в сезоне.
- 22 марта 1972 года. Марсель Дионн из «Детройт Рэд Уингз» забросил две шайбы и сделал две передачи в матче против «Лос-Анджелеса» (6:3), набрав в сумме 75 очков и установив новый рекорд результативности для новичков лиги.

## Регулярный сезон

### Обзор
В очередной раз в НХЛ не нашлось равных Филу Эспозиту, ставшему самым результативным хоккеистом с 133 очками, Бобби Орру, выигравшим третий год подряд Харт Трофи, и «Бостон Брюинз», уверенно занявшими общее первое место в НХЛ.
«Монреаль Канадиэнс» сделали первый большой шаг к зарождению новой династии чемпионов — на пост старшего тренера был приглашён Скотт Боумэн.
В связи с планами организации новой Всемирной Хоккейной Ассоциации, мечтавшей о команде в Нью-Йорке на Лонг Айленде в «Нассау Ветеран Мемориал Колизеуме», НХЛ в спешке утвердило добавление в свои ряды ещё двух клубов в 1972-73 гг — «Атланту Флэймз» и «НЙ Айлендерс».
В плей-оффе «Бостон Брюинз» не совершили прошлогодней ошибки, выиграв свой второй Кубок Стэнли за последние три года.

### Турнирная таблица
| #                  | Команда              | Игр | В  | Н  | П  | ШЗ  | ШП  | Очки |
| ------------------ | -------------------- | --- | -- | -- | -- | --- | --- | ---- |
| Восточный дивизион |                      |     |    |    |    |     |     |      |
| 1                  | Бостон Брюинз        | 78  | 54 | 11 | 13 | 330 | 204 | 119  |
| 2                  | Нью-Йорк Рейнджерс   | 78  | 48 | 13 | 17 | 317 | 192 | 109  |
| 3                  | Монреаль Канадиенс   | 78  | 46 | 16 | 16 | 307 | 205 | 108  |
| 4                  | Торонто Мэйпл Лифс   | 78  | 33 | 14 | 31 | 209 | 208 | 80   |
| 5                  | Детройт Рэд Уингз    | 78  | 33 | 10 | 35 | 261 | 262 | 76   |
| 6                  | Баффало Сейбрз       | 78  | 16 | 19 | 43 | 203 | 289 | 51   |
| 7                  | Ванкувер Кэнакс      | 78  | 20 | 8  | 50 | 203 | 297 | 48   |
| Западный дивизион  |                      |     |    |    |    |     |     |      |
| 1                  | Чикаго Блэкхокс      | 78  | 46 | 15 | 17 | 256 | 166 | 107  |
| 2                  | Миннесота Норт Старс | 78  | 37 | 12 | 29 | 212 | 191 | 86   |
| 3                  | Сент-Луис Блюз       | 78  | 28 | 11 | 39 | 208 | 247 | 67   |
| 4                  | Питтсбург Пингвинз   | 78  | 26 | 14 | 38 | 220 | 258 | 66   |
| 5                  | Филадельфия Флайерз  | 78  | 26 | 14 | 38 | 200 | 236 | 66   |
| 6                  | Калифорния Силс      | 78  | 21 | 18 | 39 | 216 | 288 | 60   |
| 7                  | Лос-Анджелес Кингз   | 78  | 20 | 9  | 49 | 206 | 305 | 49   |

## Плей-офф

### Обзор
После 43-летнего ожидания, у «НЙ Рейнджерс» наконец-то появился шанс взять реванш у «Бостона» за поражение в финале Кубка Стэнли 1929 года. Однако история повторила себя, и «Брюинз» снова оказались сильнее в шести матчах.
Бобби Орр, гол которого снова стал последним в финальной серии, стал первым хоккеистом в истории лиги, дважды выигравшим Конн Смайт Трофи. В матчах против «НЙ Рейнджерс» Орр забросил четыре шайбы и сделал четыре передачи, доведя общий счет своих очков до 19 (5+14).
Также по восемь очков в финале у «Бостон Брюинз» набрали Кен Ходж (5+3) и Фил Эспозито (0+8), у «Рейнджерс» лучшим был Род Гилберт — 7 очков (4+3).

### ¼ финала
| - 5 апреля. НЙ Рейнджерс - Монреаль 3:2 - 6 апреля. НЙ Рейнджерс - Монреаль 5:2 - 8 апреля. Монреаль - НЙ Рейнджерс 2:1 - 9 апреля. Монреаль - НЙ Рейнджерс 4:6 - 11 апреля. НЙ Рейнджерс - Монреаль 1:2 - 13 апреля. Монреаль - НЙ Рейнджерс 2:3 Итог серии: НЙ Рейнджерс - Монреаль 4-2 | - 5 апреля. Бостон - Торонто 5:0 - 6 апреля. Бостон - Торонто 3:4 ОТ - 8 апреля. Торонто - Бостон 0:2 - 9 апреля. Торонто - Бостон 4:5 - 11 апреля. Бостон - Торонто 3:2 Итог серии: Бостон - Торонто 4-1                                                                                                |
| - 5 апреля. Чикаго - Питтсбург 3:1 - 6 апреля. Чикаго - Питтсбург 3:2 - 8 апреля. Питтсбург - Чикаго 0:2 - 9 апреля. Питтсбург - Чикаго 5:6 ОТ Итог серии: Чикаго - Питтсбург 4-0 | - 5 апреля. Миннесота - Ст.Луис 3:0 - 6 апреля. Миннесота - Ст.Луис 6:5 ОТ - 8 апреля. Ст.Луис - Миннесота 2:1 - 9 апреля. Ст.Луис - Миннесота 3:2 - 11 апреля. Миннесота - Ст.Луис 4:3 - 13 апреля. Ст.Луис - Миннесота 4:2 - 16 апреля. Миннесота - Ст.Луис 1:2 ОТ Итог серии: Миннесота - Ст.Луис 3-4 |

### ½ финала
| - 18 апреля. Бостон - Ст.Луис 6:1 - 20 апреля. Бостон - Ст.Луис 10:2 - 23 апреля. Ст.Луис - Бостон 2:7 - 25 апреля. Ст.Луис - Бостон 3:5 Итог серии: Бостон - Ст.Луис 4-0 | - 16 апреля. Чикаго - НЙ Рейнджерс 2:3 - 18 апреля. Чикаго - НЙ Рейнджерс 3:5 - 20 апреля. НЙ Рейнджерс - Чикаго 3:2 - 23 апреля. НЙ Рейнджерс - Чикаго 6:2 Итог серии: Чикаго - НЙ Рейнджерс 0-4 |

### Финал
- 30 апреля. Бостон - НЙ Рейнджерс 6:5
- 2 мая. Бостон - НЙ Рейнджерс 2:1
- 4 мая. НЙ Рейнджерс - Бостон 5:2
- 7 мая. НЙ Рейнджерс - Бостон 2:3
- 9 мая. Бостон - НЙ Рейнджерс 2:3
- 11 мая. НЙ Рейнджерс - Бостон 0:3

Итог серии: Бостон - НЙ Рейнджерс 4-2

## Статистика
По итогам регулярного чемпионата
- Очки

1. Фил Эспозито (Бостон) — 133

- Голы

1. Фил Эспозито (Бостон) — 66

- Передачи

1. Бобби Орр (Бостон) — 80

- Штраф

1. Брайан Уатсон (Питтсбург) — 212

## Индивидуальные призы
| Приз                                                                       | Победители                                               |
| -------------------------------------------------------------------------- | -------------------------------------------------------- |
| Харт Трофи (лучшему игроку сезона)                                         | Бобби Орр (Бостон)                                       |
| Арт Росс Трофи (лучшему бомбардиру)                                        | Фил Эспозито (Бостон)                                    |
| Везина Трофи (лучшему вратарю)                                             | Тони Эспозито и Гэри Смит (Чикаго)                       |
| Джеймс Норрис Трофи (лучшему защитнику)                                    | Бобби Орр (Бостон)                                       |
| Леди Бинг Трофи (за джентльменскую игру)                                   | Жан Рателль (НЙ Рейнджерс)                               |
| Калдер Мемориал Трофи (лучшему новичку)                                    | Кен Драйден (Монреаль)                                   |
| Лестер Пирсон Эворд (лучшему игрока сезона по мнению профсоюза хоккеистов) | Жан Рателль (НЙ Рейнджерс)                               |
| Конн Смайт Трофи (лучшему игроку плей-оффа)                                | Бобби Орр (Бостон)                                       |
| Билл Мастертон Трофи (за мастерство и преданность хоккею)                  | Бобби Кларк (Филадельфия)                                |
| Лестер Патрик Трофи (за выдающийся вклад развития хоккея в США)            | Кларенс Кэмбелл, Джон Келли, Ралф Уэйлэнд, Джеймс Норрис |